# Гурвиль
Гурви́ль (фр. Gourville) — коммуна во Франции, находится в регионе Пуату — Шаранта. Департамент — Шаранта. Входит в состав кантона Руйак. Округ коммуны — Коньяк.
Код INSEE коммуны — 16156.
Коммуна расположена приблизительно в 390 км к юго-западу от Парижа, в 90 км южнее Пуатье, в 25 км к северо-западу от Ангулема.

## Население
Население коммуны на 2008 год составляло 653 человека.
| 1962 | 1968 | 1975 | 1982 | 1990 | 1999 | 2008 |
| ---- | ---- | ---- | ---- | ---- | ---- | ---- |
| 516  | 550  | 487  | 534  | 543  | 589  | 653  |

## Администрация
| Период | Период | Фамилия          | Партия | Примечания |
| ------ | ------ | ---------------- | ------ | ---------- |
| 1995   | 2008   | Рене Вандестик   |        |            |
| 2008   |        | Мари-Франс Бассе |        |            |

## Экономика
В 2007 году среди 363 человек в трудоспособном возрасте (15—64 лет) 273 были экономически активными, 90 — неактивными (показатель активности — 75,2 %, в 1999 году было 67,9 %). Из 273 активных работали 236 человек (135 мужчин и 101 женщина), безработных было 37 (9 мужчин и 28 женщин). Среди 90 неактивных 26 человек были учениками или студентами, 32 — пенсионерами, 32 были неактивными по другим причинам.

## Достопримечательности
- Приходская церковь Нотр-Дам (бывший монастырь)
  - Бронзовый колокол (1686 год). Исторический памятник с 1944 года[3]
- Замок Гурвиль[фр.] (XII век)

## Фотогалерея
- Замок Гурвиль
- Мэрия
- Общественная прачечная